# Teinobasis nitescens
Teinobasis nitescens är en trollsländeart. Teinobasis nitescens ingår i släktet Teinobasis och familjen dammflicksländor. IUCN kategoriserar arten globalt som otillräckligt studerad.

## Underarter
Arten delas in i följande underarter:
- T. n. angusticlavia
- T. n. nitescens